# A Celebrated Case
A Celebrated Case er en amerikansk stumfilm fra 1914 af George Melford.

## Medvirkende
- Alice Joyce som Madeline Renaud
- Guy Coombs som Jean Renaud
- Marguerite Courtot som Adrienne
- James B. Ross
- Harry F. Millarde som Lazare